# Barn- och ungdomspartiet Mälaröarna
Barn- och ungdomspartiet Mälaröarna var ett lokalt politiskt parti som var registrerat för val till kommunfullmäktige i Ekerö kommun. Partiet var under mandatperioden 1994-1998 representerat i Ekerö kommunfullmäktige.